# Tchoubynske
Tchoubynske (en ukrainien : Чубинське) ou Tchouinskoïe (en russe : Чубинское) est un village du Raïon de Boryspil, de l'oblast de Kiev, en Ukraine.

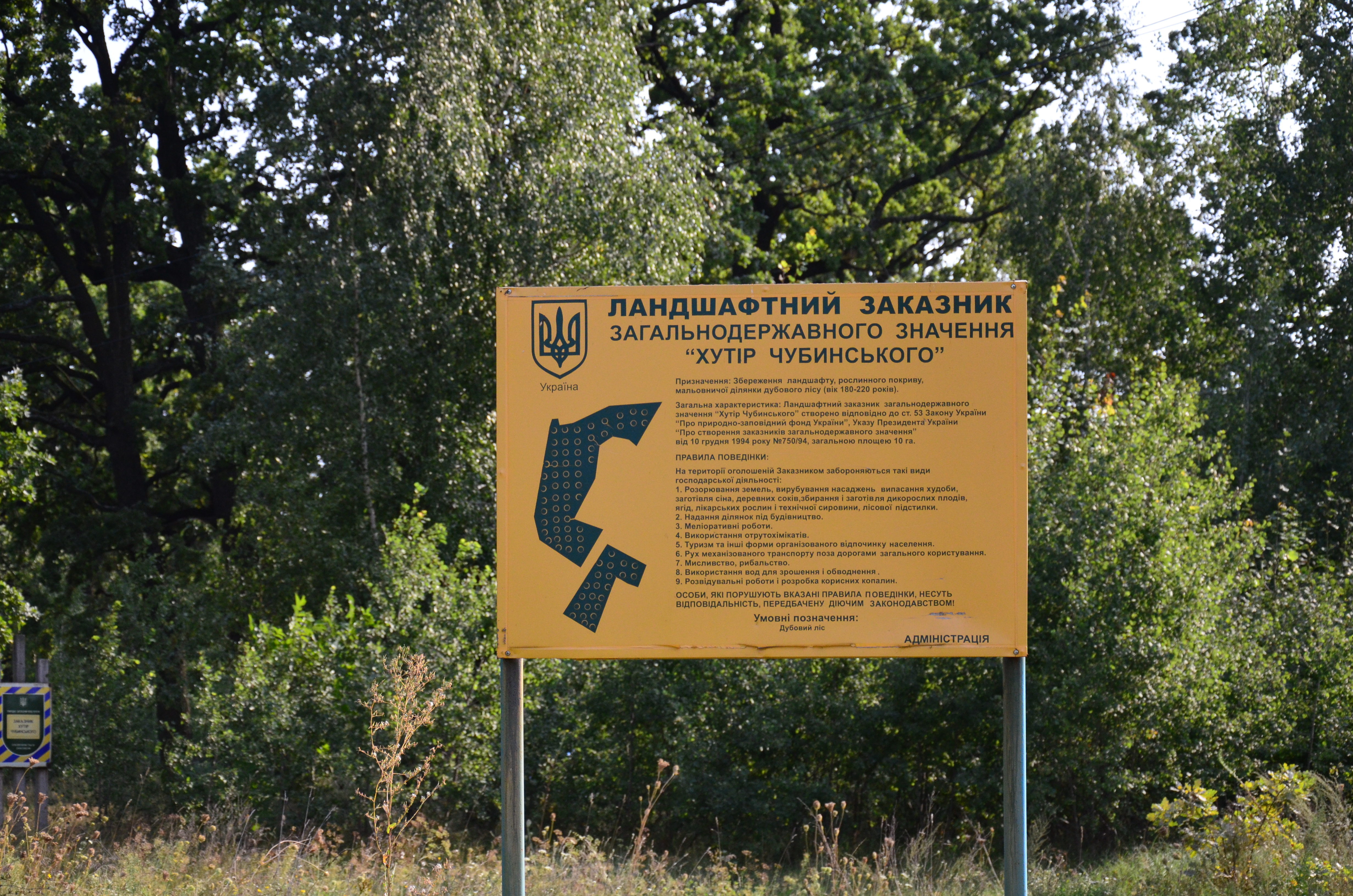
Sa réserve naturelle, classée.

## Géographie
Tchoubynske est situé à 15 km de la ville de Kiev, dans le raïon de Boryspil.